# Macao
Regiunea Administrativă Specială Macao (Àomén) a Republicii Populare Chineze (în chineză simplificată: 中华人民共和国澳门特别行政区; chineză tradițională: 中華人民共和國澳門特別行政區; în portugheză Região Administrativa Especial de Macau da República Popular da China; pronunție audioⓘ; audioⓘ), în formă scurtă Macau sau Macao (forma scurtă în chineză: 澳門 (tradițional)，澳门 (simplificat) [Àomén] deci informal cunoscută ca "馬交"), este un mic teritoriu cu statut de regiune autonomă de pe coasta de est a Chinei. Se află la circa 64 km sud-vest de Hong Kong și la 145 km de Guangzhou.  
Alături de relicvele istorice coloniale, cele mai mari atracții în Macau sunt cazinourile. Deși există multe forme de jocuri de noroc legale, cel mai popular joc este Pai Gow, un domino chinezesc. Jucătorii din Hong Kong fac adeseori excursii de o zi în Macau. Între Hong Kong și Macau există 24 de ore pe zi un sistem de transporturi bine pus la punct.

## Numele de Macao
Se spune că numele "Macau" ar deriva din "'Templo de A-Má" (媽閣廟 cantoneză Jyutping: Maa1 Gok3 Miu6, în pronunțare locală: "Maa5 Gok3 Miu6" ori "Maa5 Gok3 Miu5"), un monument încă existent, construit în 1448, dedicat zeiței Matsu. 
Numele chinezesc 澳門 (pinyin: Àomén, în cantoneză Jyutping: "Ou3 Mun4") înseamnă "porți de intrare". "Porți" se referă la niște munți în formă de poartă, Nantai și Beitai.
Sau altă sursă: "Ao" de la numele anterior numelui Macau "Heung San O".
Macau mai este cunoscut și ca Ho King O (壕鏡澳; Haojing'ao; "Trench-mirror Inlet"), Heung San O (香山澳; Xiangshan'ao; "Fragrant-mountain Inlet"), Lin Do (蓮島; Liandao; "Lotus Island"), ca și "Soda port" (疏打埠).
În timp ce Àomén/Ou3 Mun4 este numele tradițional chinezesc al locului, se obișnuiește ca printre populația vorbitoare de cantoneză a teritoriului să se folosească numele portughez atunci când vorbesc în cantoneză, pronunțându-l "Maa3 Gaau1" (în romanizare: Jyutping), și redându-l ocazional fonetic ca 馬交 în caractere chinezești.
Forma "Macao" a fost forma originală portugheză de pronunție și a fost reținută în cele mai multe limbi europene. În portugheza modernă, pronunția corectă este "Macau". De-a lungul secolului al XX-lea, pronunția oficială "Macau" a devenit tot mai comună în sursele de limbă engleză, incluzând cea mai mare parte a mediei scrise.
De la preluarea suveranității de chinezi, guvernul de la Macau consideră "Macao" a fi pronunția oficială a numelui, în timp ce "Macau" rămâne pronunția oficială în portugheză. Aceasta este practica urmată în documentele oficiale, cum ar fi pașapoartele și formele de imigrare.
Transcrierea pinyin "Aomen" a fost folosită ocazional în limba engleză, ca și cum ar fi numele oficial al Macau. Oricum, nu este cazul, doar "Macao" fiind oficial în engleză.

## Istoria recentă
Vezi și secțiunea: Istoria Macao-ului
A fost una dintre cele mai vechi colonii europene din China, datând încă din secolul al XVI-lea d.C.
Transferul de suveranitate asupra Macao⁠(en)[traduceți] de la guvernul portughez către cel de la Peking a avut loc în anul 1999. Macao este de atunci o regiune administrativă specială a Republicii Populare Chineze. Această regiune beneficiază de autonomie politică, durând 50 de ani, în baza "Legii fundamentale a regiunii administrative speciale Macao" (un fel de constituție), adoptată în 1999, în urma semnării unui tratat sino-portughez din 1987.  

Steagul guvernatorului Macao-ului portughez (1976-1999)

Autonomia acestei regiuni a luat sfârșit mult mai devreme, când adunarea legislativă regională, la presiunea Pekingului, a adoptat "Legea siguranței naționale pentru Macao", modificând astfel art. 23 din Constituția locală, ce a intrat în vigoare în martie 2009. În acest fel, nu numai că China și-a încălcat promisiunea făcută Portugaliei prin tratatul semnat mai devreme, dar a mai stricat aici, dar și-n Hong Kong sistemul "o țară, două sisteme". 

## Demografie
Rezidenții din Macau vorbesc preponderent cantoneza ca limbă maternă, chineza mandarină, portugheza și engleza. Cu o populație de 650.900 de locuitori ce trăiesc pe o suprafață de 30,5 km2, aceasta este cea mai dens populată regiune administrativă autonomă din lume. 
Macao are o populație de aproximativ 630.000 locuitori. Grupuri etnice: chinezi han 92,4%, alți 7,6% (portughezi; macanezi – grup etnic din Macao de origine amestecată portugheză și chineză; japonezi; filipinezi etc). 
Religiile principale: religia tradițională chineză, budism, daoism, creștinism etc.
Rata fertilității: 0,91 copii născuți/femeie, cea mai mică din întreaga lume. 
Rata natalității este de 8,9‰, printre cele mai mici din lume. Rata mortalității: 4,1‰. 
Alfabetizare: 94,5%. Limbile oficiale sunt portugheza și mandarina. 

## Diviziunea administrativă
Delegația autorităților regionale își are Birou la Peking, începând din 2001. Autoritățile R.P. China sunt, la rândul lor, reprezentate de un Birou de legătură, începând din anul 2000, la Macao. Biroul de legătură e subordonat Ministerului chinez pentru afacerile din Hong Kong și din Macao. Controlul chinezilor asupra orașului Macao e asigurat de o garnizoană, adusă, din 1999, de așa-zisa Armată de Eliberare a Poporului.
| Comuna                                                    | Comuna                  | Întindere (kmp) |
| în limba portugheză                                       | în chineza tradițională | Întindere (kmp) |
| --------------------------------------------------------- | ----------------------- | --------------- |
| Nossa Senhora de Fátima                                   | 花地瑪堂區              | 3,2             |
| Santo António                                             | 花王堂區                | 1,1             |
| São Lázaro                                                | 望德堂區                | 0,6             |
| São Lourenço                                              | 風順堂區                | 1               |
| Sé (cu tot cu Zona Raională Nouă "B")                     | 大堂區 (包括新城B區)    | 3,4             |
| Nossa Senhora do Carmo (cu tot cu Zona Raională Nouă "E") | 嘉模堂區 (包括新城E區)  | 7,9             |
| Coloane (São Francisco Xavier)                            | 聖方濟各堂區            | 7,6             |
| Cotai                                                     | 路氹填海區              | 6               |
| Zona Raională Nouă "A"                                    | 新城A區                 | 1,4             |
| HZMB Zhuhai - Portul Macao                                | 港珠澳大橋珠澳口岸      | 0,7             |
| Universidade de Macau (campusul Hengqin)                  | 澳門大學 (橫琴校區)     | 1               |

## Cultura

### Despre filme
Listă de filme cu acțiunea desfășurându-se la Macao

## Imagini

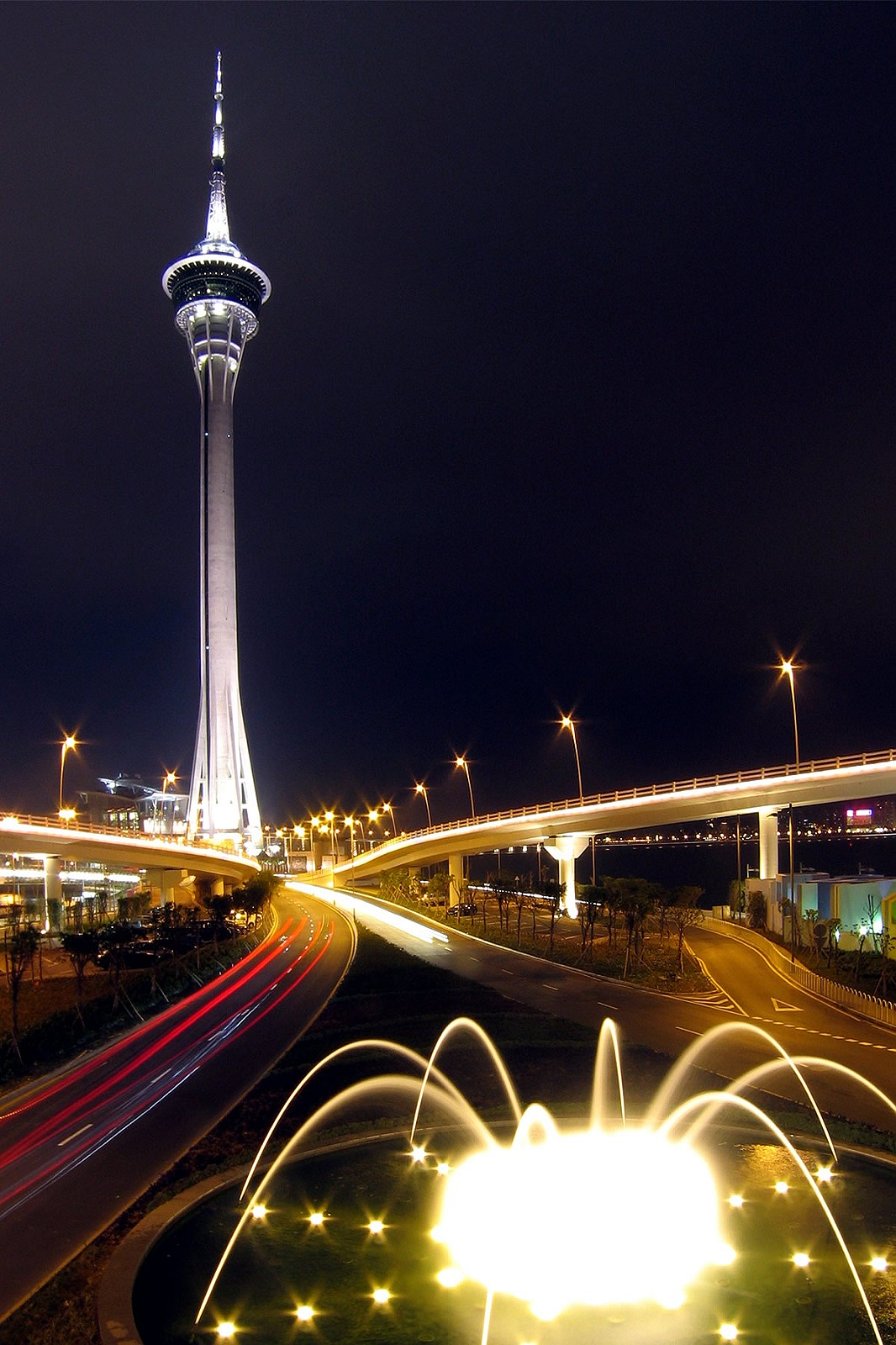
Turnul din Macao
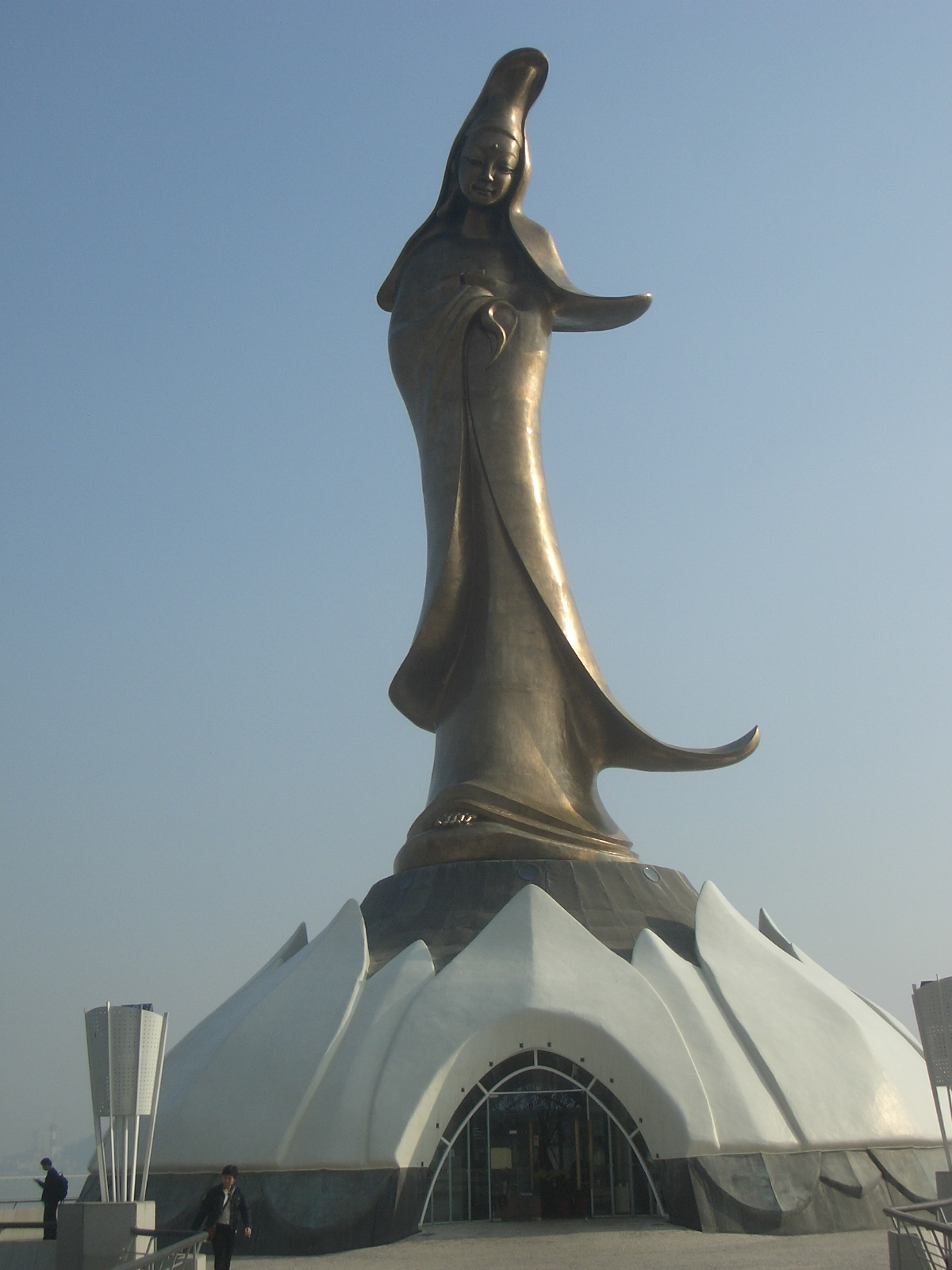
Statuia zeiței "Guan Yin" sau "Kun Iam". Neoficial, "Madonna de pe lotus".
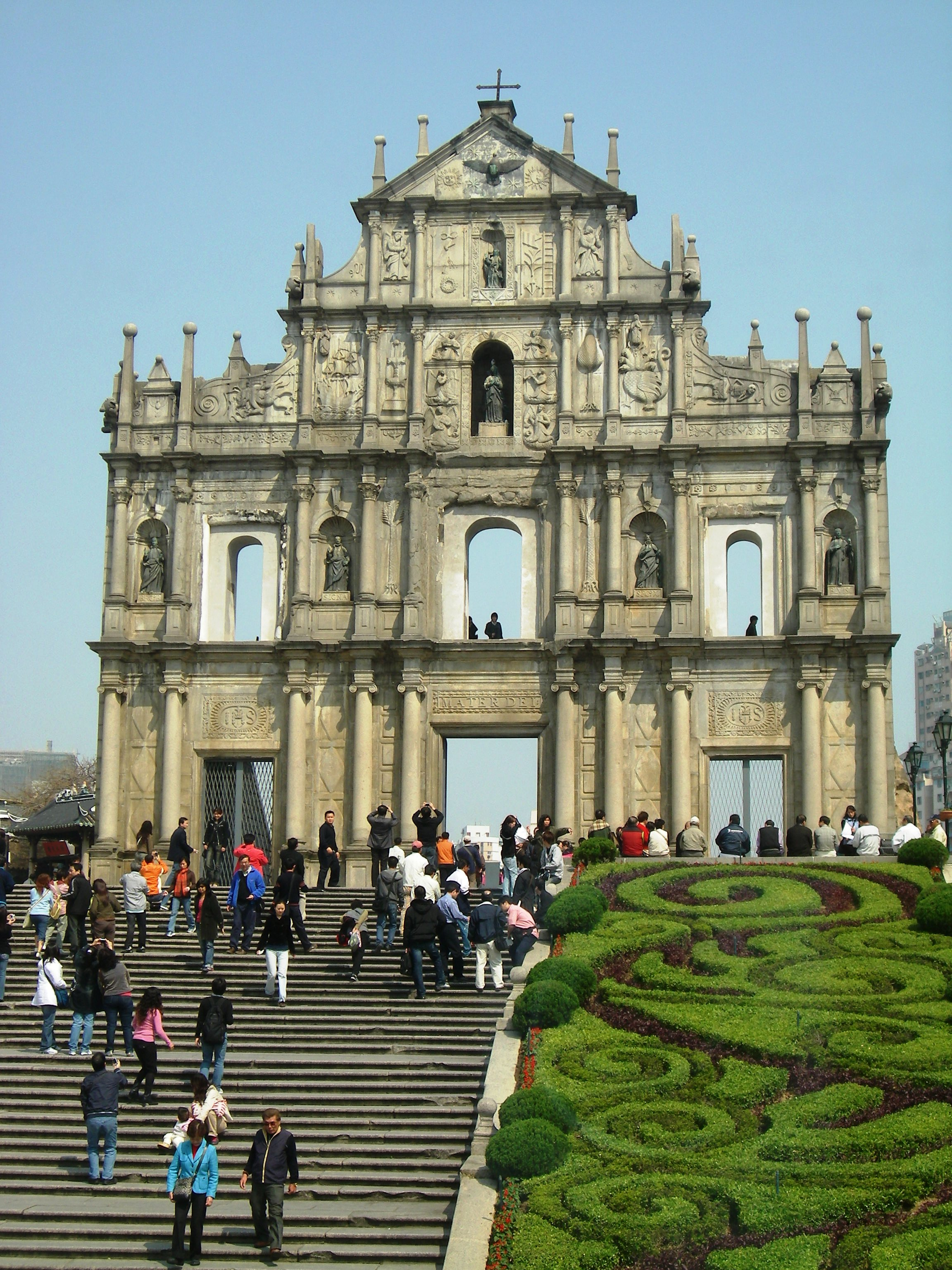
Ruinele Bisericii „Sf. Paul”

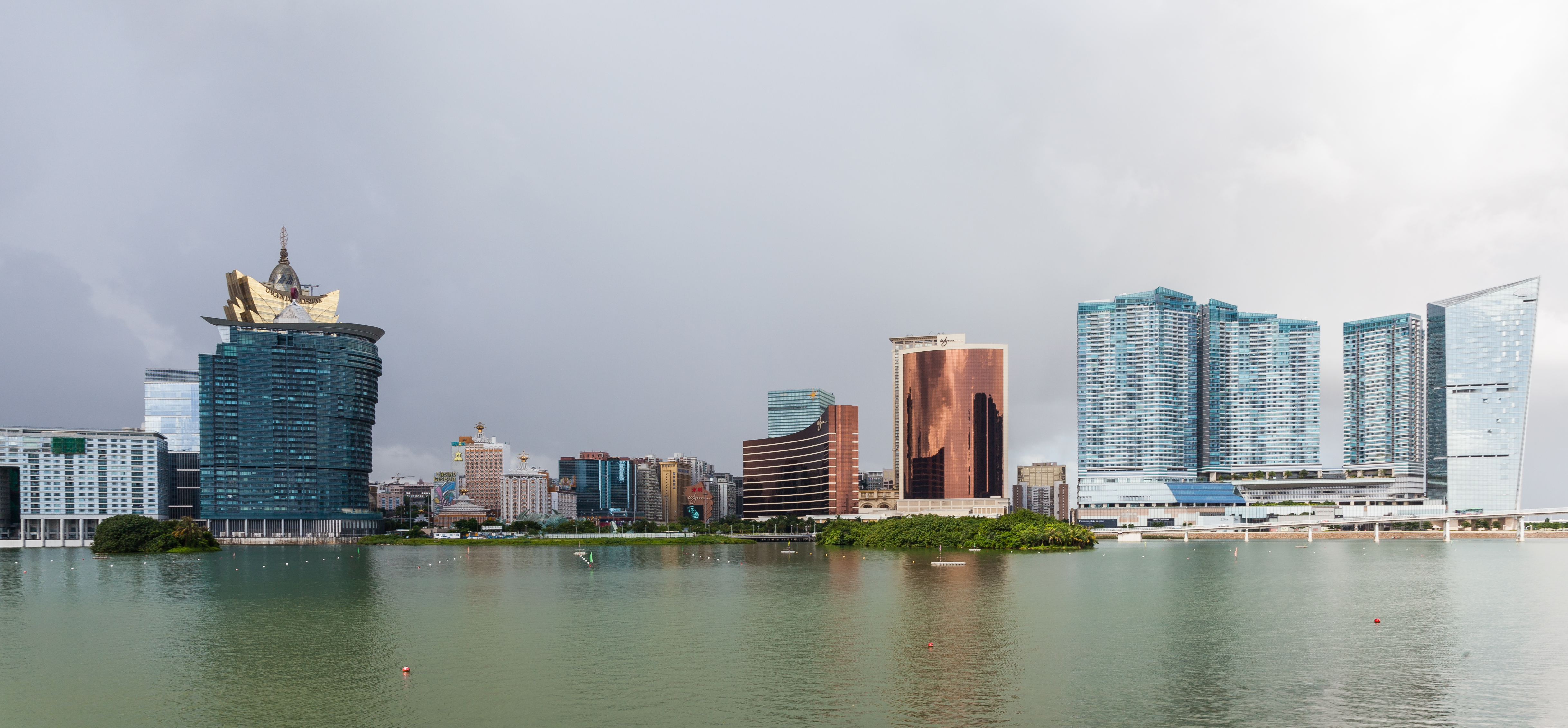
Lacul Nam Van, Macao
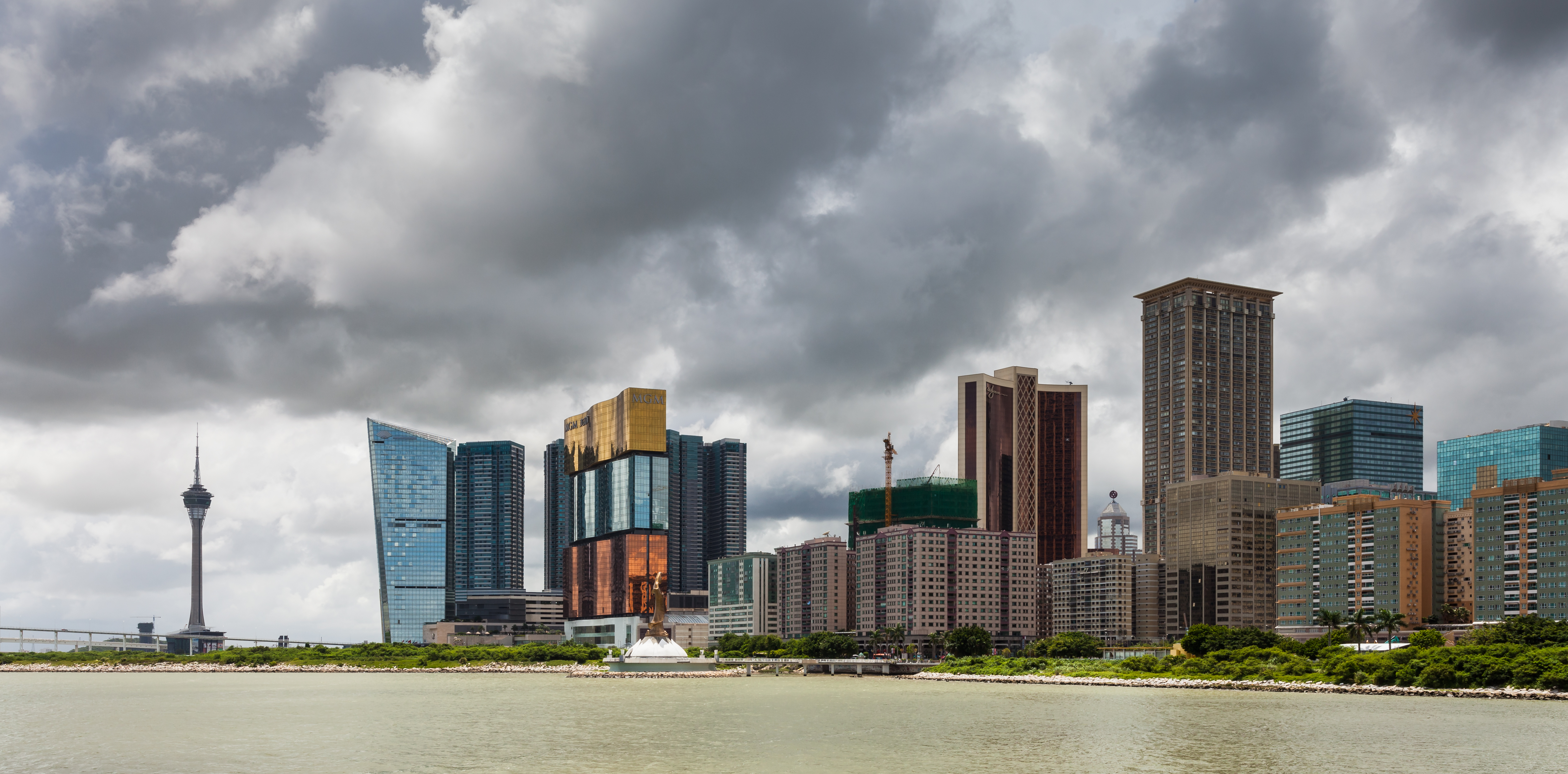
Vedere a cazinourilor
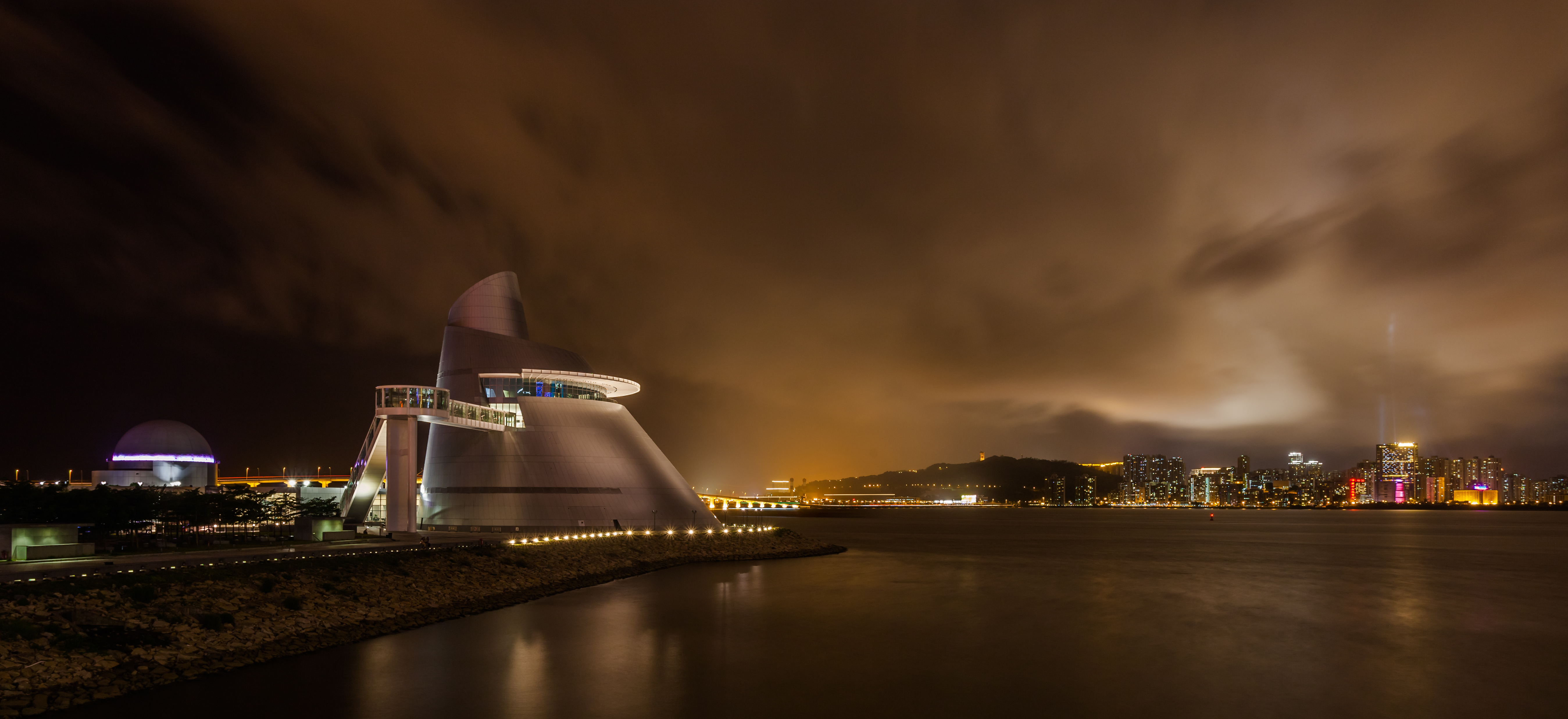
Vedere spre Taipa
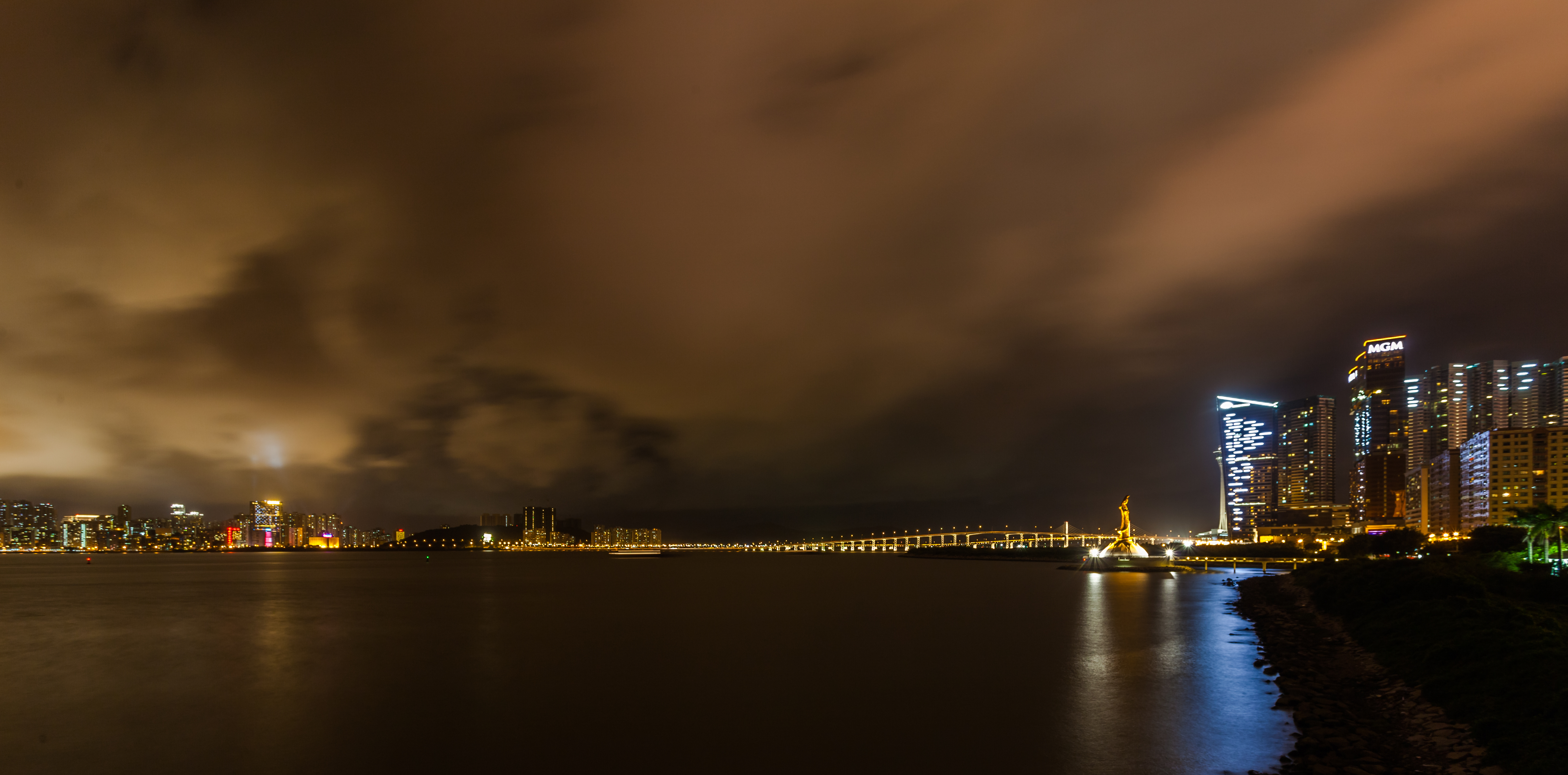
Marea Chinei de Est, între Taipa și Peninsula Macau
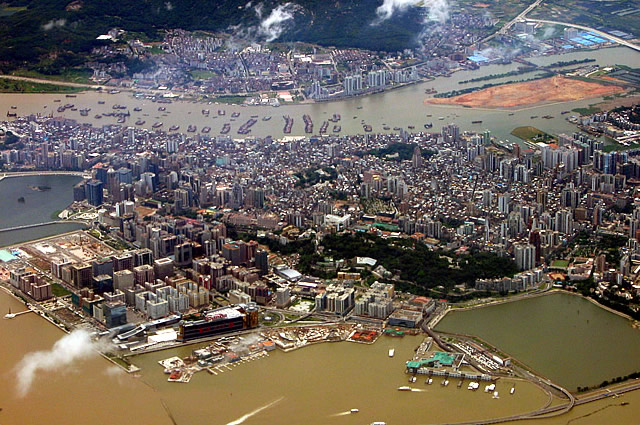
Peninsula Macau
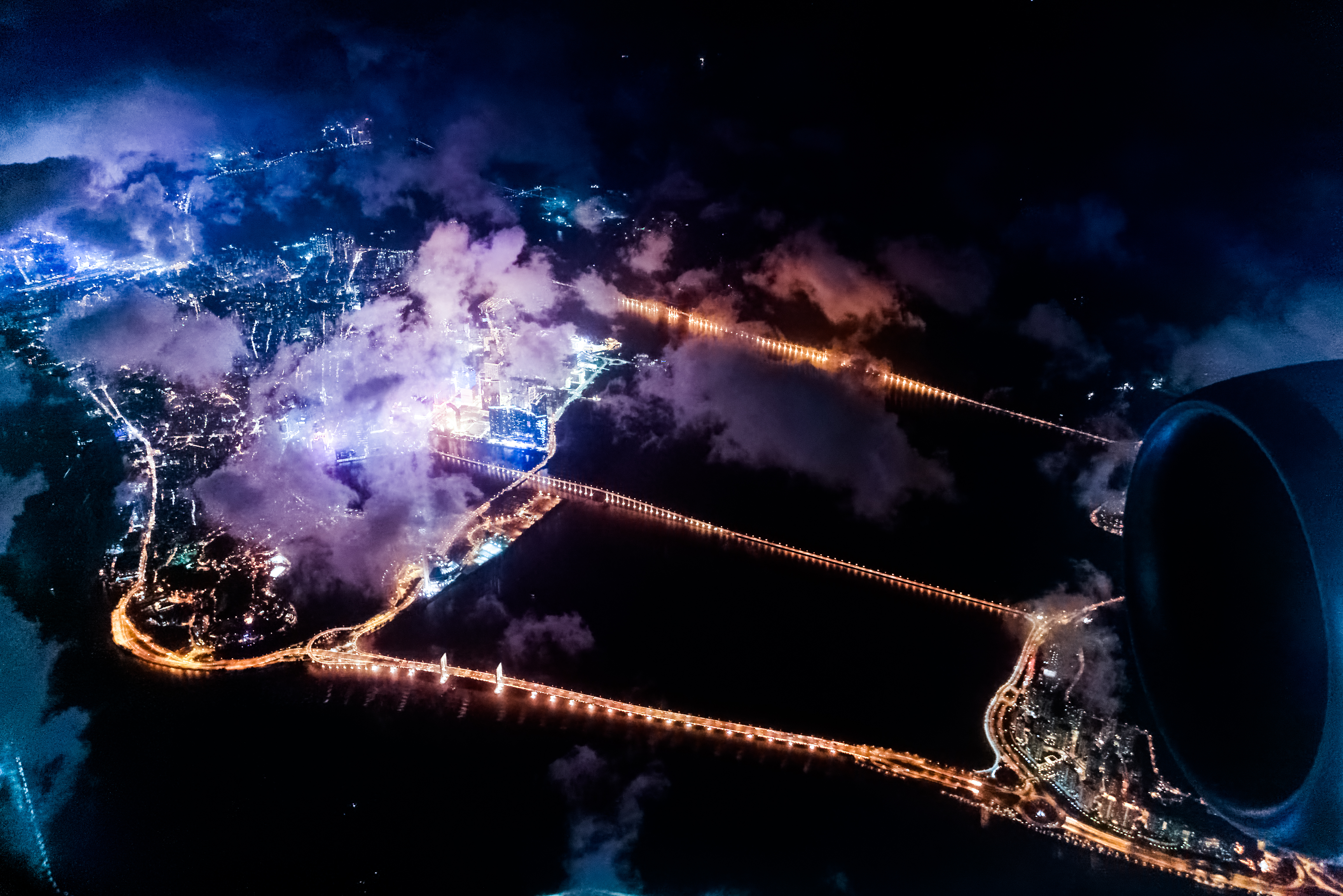
Vedere aeriană nocturnă
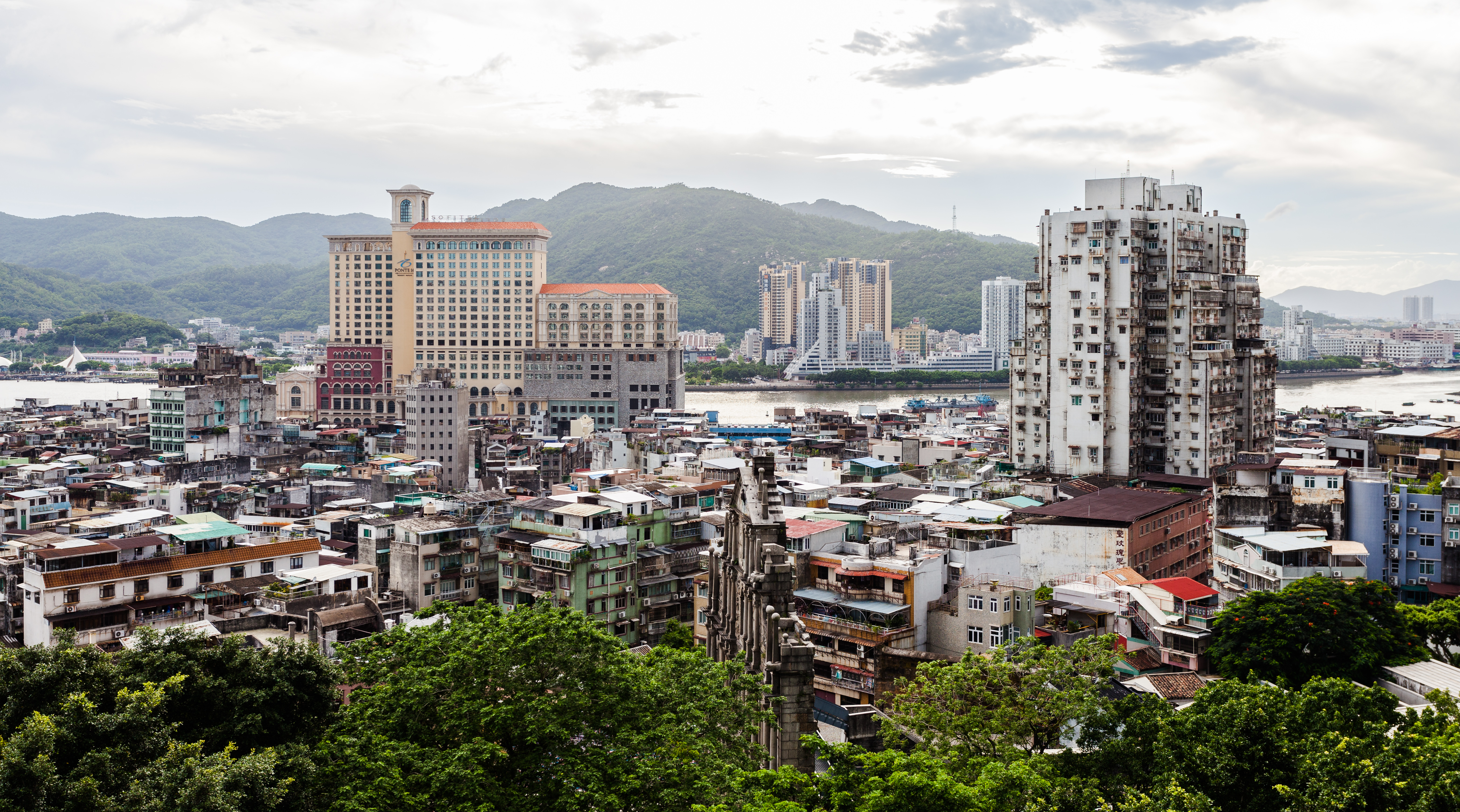
Vedere a orașului vechi

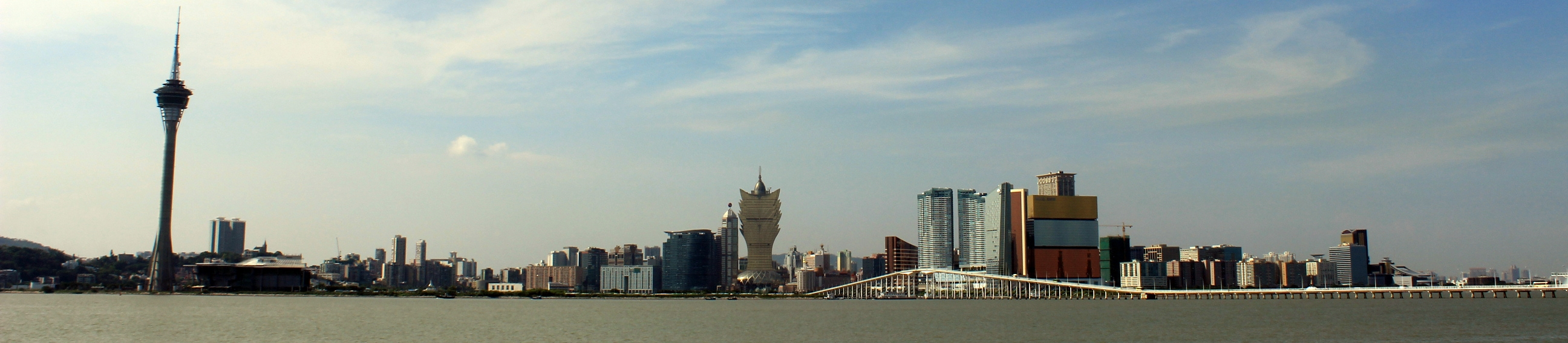
Vedere panoramică
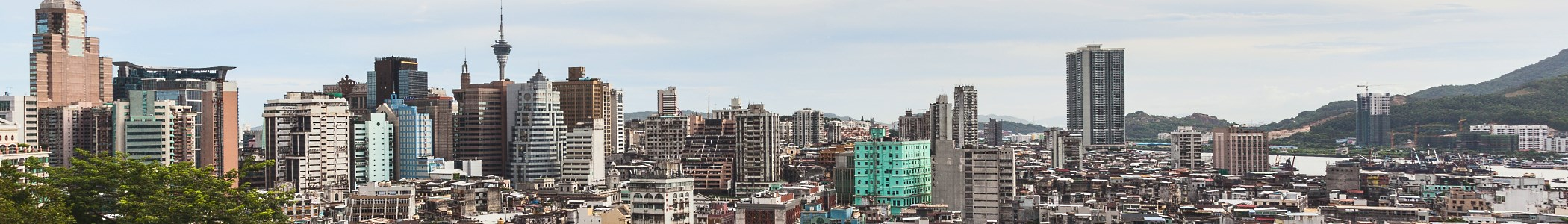